# 1261 هـ
1261 هـ هي سنة في التقويم الهجري امتدت مقابلةً في التقويم الميلادي بين سنتي 1845 و1845.

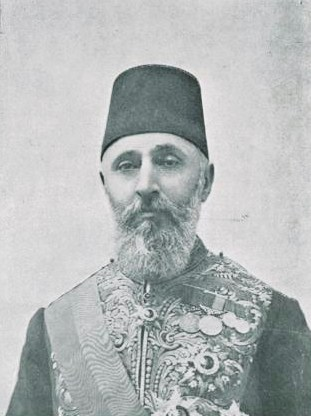
أحمد توفيق باشا

## أحداث
- الأمام فيصل بن تركي يزور الكويت وهذه أول مرة في حياته يزورها.

الأمام فيصل بن تركي يأمر بخفض سعر الخيل.

## مواليد
- أحمد توفيق باشا
- إدورد سخاو
- تشارلز ليال
- جويل تشاندلر هاريس
- حسن البزاز
- عبد الله النديم
- محمد رضا الهمداني
- نور الدين الوتري

## وفيات
- توماس هود